# Panamerikameisterschaft (Badminton)
Panamerikameisterschaften im Badminton finden seit 1977 statt. Bei den Titelkämpfen werden die gesamtamerikanischen Meister aus den startenden Nationen Nord-, Süd- und Mittelamerikas ermittelt. 2014 fanden die Meisterschaften zum 19. Mal statt. Junioren-Badmintonpanamerikameisterschaften werden ebenfalls seit 1977 ausgetragen. Ab 2016 wurden die Teamwettbewerbe von den Einzelwettbewerben entkoppelt und finden seither an separaten Orten statt, wobei im jährlichen Wechsel Wettbewerbe für gemischte Teams und getrennte Herren-/Damenteams stattfinden.

## Austragungsorte
- 1977 (1.)  Moncton
- 1978 (2.)  Lima
- 1979 (3.)  Mexiko-Stadt
- 1980 (4.)  San Diego
- 1987 (5.)  Lima
- 1989 (6.)  Mexiko-Stadt
- 1991 (7.)  Kingston
- 1993 (8.)  Guatemala-Stadt
- 1997 (9.)  Winnipeg
- 1999 (10.)  Havanna
- 2001 (10.)  Lima
- 2004 (11.)  Lima
- 2005 (12.)  Bridgetown
- 2007 (13.)  Calgary
- 2008 (14.)  Lima
- 2009 (15.)  Guadalajara
- 2010 (16.)  Curitiba
- 2012 (17.)  Lima
- 2013 (18.)  Santo Domingo
- 2014 (19.)  Markham
- 2016 (20.)  Campinas
- 2017 (21.)  Havanna
- 2018 (22.)  Guatemala-Stadt
- 2019 (23.)  Aguascalientes
- 2021 (24.)  Guatemala-Stadt
- 2022 (25.)  San Salvador
- 2023 (26.)  Kingston
- 2024 (27.)  Guatemala-Stadt

## Die Titelträger
| Saison | Herreneinzel         | Dameneinzel         | Herrendoppel                         | Damendoppel                          | Mixed                               | Team                      |
| ------ | -------------------- | ------------------- | ------------------------------------ | ------------------------------------ | ----------------------------------- | ------------------------- |
| 1977   | Roy Díaz González    | Wendy Clarkson      | Jamie McKee John Czich               | Pam Bristol Brady Judianne Kelly     | Bruce Pontow Pam Bristol Brady      | Kanada                    |
| 1978   | Jamie McKee          | Johanne Falardeau   | Greg Carter Jamie McKee              | Wendy Clarkson Johanne Falardeau     | Greg Carter Wendy Clarkson          | Kanada                    |
| 1979   | Ricardo Jaramillo    | Johanne Falardeau   | Jamie McKee Pat Tryon                | Johanne Falardeau Claire Backhouse   | Paul Johnsson Claire Backhouse      | Kanada                    |
| 1980   | Roy Díaz González    | Johanne Falardeau   | John Britton Gary Higgins            | Johanne Falardeau Linda Cloutier     | John Britton Cheryl Carton          | USA                       |
| 1987   | Mike Butler          | Denyse Julien       | Mike Butler Anil Kaul                | Denyse Julien Linda Cloutier         | Mike Butler Denyse Julien           | Kanada                    |
| 1989   | John Goss            | Doris Piché         | Benny Lee Chris Jogis                | Doris Piché Chantal Jobin            | Mike Bitten Doris Piché             | Kanada                    |
| 1991   | Jaimie Dawson        | Denyse Julien       | Mike Bitten Bryan Blanshard          | Denyse Julien Doris Piché            | Jaimie Dawson Denyse Julien         | Kanada                    |
| 1993   | Mario Carulla        | Debra O’Connor      | José Antonio Iturriaga Mario Carulla | Silvia Jiménez Teresa Montero        | Gustavo Salazar Teresa Montero      | Peru                      |
| 1997   | Kevin Han            | Denyse Julien       | Kevin Han Howard Bach                | Milaine Cloutier Robbyn Hermitage    | Iain Sydie Denyse Julien            | Kanada                    |
| 2001   | Kevin Han            | Meiluawati          | Kevin Han Howard Bach                | Milaine Cloutier Helen Nichol        | Keith Chan Milaine Cloutier         | USA                       |
| 2004   | nur Teamwettbewerb   | nur Teamwettbewerb  | nur Teamwettbewerb                   | nur Teamwettbewerb                   | nur Teamwettbewerb                  | Kanada                    |
| 2005   | Andrew Dabeka        | Charmaine Reid      | Khankham Malaythong Raju Rai         | Helen Nichol Charmaine Reid          | Mike Beres Jody Patrick             | Kanada                    |
| 2007   | Stephan Wojcikiewicz | Anna Rice           | Mike Beres William Milroy            | Fiona McKee Charmaine Reid           | Howard Bach Eva Lee                 | Kanada                    |
| 2008   | David Snider         | Claudia Rivero      | Toby Ng William Milroy               | Cristina Aicardi Claudia Rivero      | William Milroy Fiona McKee          | Kanada                    |
| 2009   | Kevin Cordón         | Anna Rice           | Kevin Cordón Rodolfo Ramírez         | Milaine Cloutier Valérie St. Jacques | Toby Ng Grace Gao                   | Kanada                    |
| 2010   | Stephan Wojcikiewicz | Cee Nantana Ketpura | Sameera Gunatileka Vincent Nguy      | Grace Gao Joycelyn Ko                | Toby Ng Grace Gao                   | Kanada                    |
| 2012   | Kevin Cordón         | Kristen Tsai        | Adrian Liu Derrick Ng                | Alex Bruce Phyllis Chan              | Derrick Ng Alex Bruce               | Kanada                    |
| 2013   | Osleni Guerrero      | Michelle Li         | Adrian Liu Derrick Ng                | Eva Lee Paula Obanana                | Toby Ng Alex Bruce                  | Kanada                    |
| 2014   | Osleni Guerrero      | Michelle Li         | Adrian Liu Derrick Ng                | Eva Lee Paula Obanana                | Toby Ng Alex Bruce                  | Kanada                    |
| 2016   | Jason Ho-Shue        | Brittney Tam        | Jason Ho-Shue Nyl Yakura             | Michelle Tong Josephine Wu           | Nyl Yakura Brittney Tam             | Kanada Mexiko/ USA        |
| 2017   | Ygor Coelho          | Rachel Honderich    | Jason Ho-Shue Nyl Yakura             | Michelle Tong Josephine Wu           | Toby Ng Rachel Honderich            | Kanada                    |
| 2018   | Ygor Coelho          | Michelle Li         | Jason Ho-Shue Nyl Yakura             | Rachel Honderich Kristen Tsai        | Ty Alexander Lindeman Josephine Wu  | Kanada                    |
| 2019   | Osleni Guerrero      | Michelle Li         | Jason Ho-Shue Nyl Yakura             | Rachel Honderich Kristen Tsai        | Joshua Hurlburt-Yu Josephine Wu     | Kanada                    |
| 2020   | nur Teamwettbewerb   | nur Teamwettbewerb  | nur Teamwettbewerb                   | nur Teamwettbewerb                   | nur Teamwettbewerb                  | Kanada                    |
| 2021   | Brian Yang           | Zhang Beiwen        | Phillip Chew Ryan Chew               | Rachel Honderich Kristen Tsai        | Joshua Hurlburt-Yu Josephine Wu     | -                         |
| 2022   | Kevin Cordón         | Michelle Li         | Job Castillo Luis Montoya            | Rachel Honderich Kristen Tsai        | Ty Alexander Lindeman Josephine Wu  | Kanada Vereinigte Staaten |
| 2023   | Brian Yang           | Michelle Li         | Adam Dong Nyl Yakura                 | Catherine Choi Josephine Wu          | Joshua Hurlburt-Yu Rachel Honderich | Kanada                    |
| 2024   | Kevin Cordón         | Zhang Beiwen        | Chen Zhi-yi Presley Smith            | Francesca Corbett Allison Lee        | Presley Smith Allison Lee           | Kanada                    |